# Milagre econômico italiano

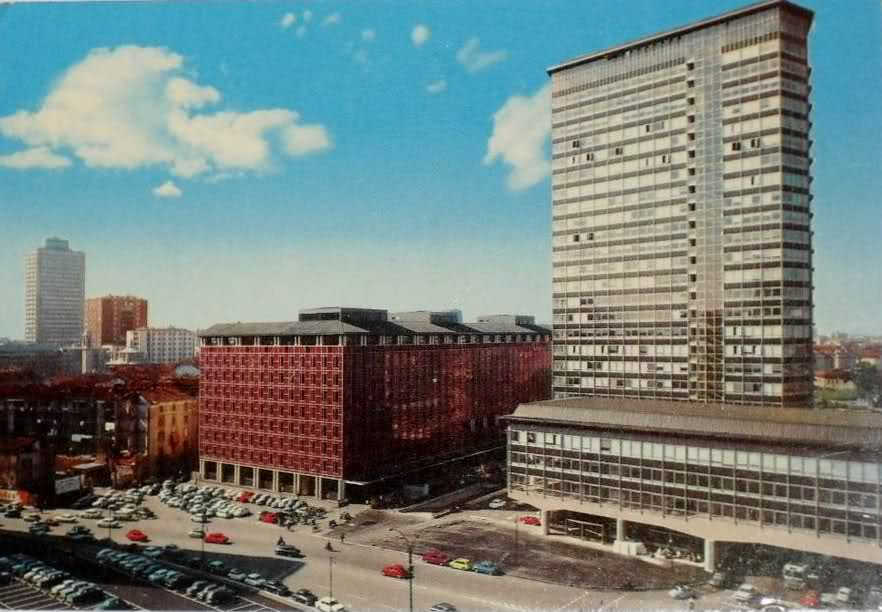
Centro industrial de Milão.

O milagre econômico italiano (em italiano: il miracolo economico) é o nome usado frequentemente por historiadores, economistas e meios de comunicação social para designar o período prolongado de sustentado crescimento econômico em Itália compreendido entre o final da Segunda Guerra Mundial e o final dos anos 1960, e em particular os anos 1958-63. Esta fase da história italiana, representou não apenas uma pedra angular para o desenvolvimento econômico e social do país, que foi transformada de uma nação pobre e predominantemente rural, em uma grande potência industrial, mas também um período de mudanças importantes na sociedade e cultura. Como resumido por um historiador, até o final da década de 1970, "a cobertura de segurança social havia sido feita abrangente e relativamente generosa. O padrão material de vida tinha melhorado muito para a grande maioria da população".

## História

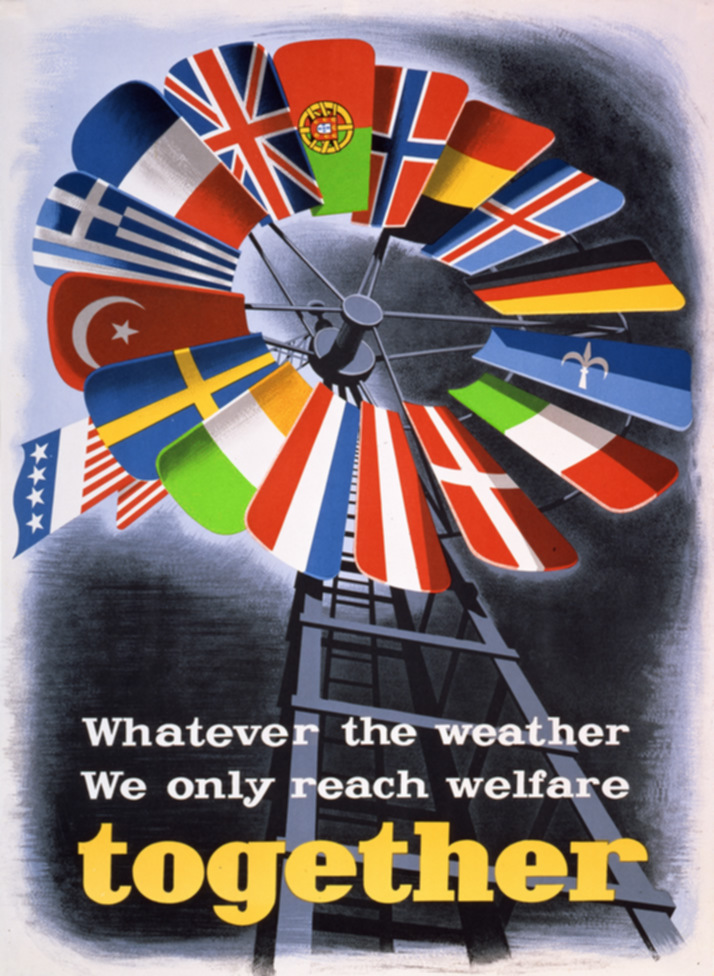
Um de um número de cartazes criados para promover o plano Marshall na Europa.

Após o fim da Segunda Guerra Mundial, a Itália, assim como Alemanha e outras potências do Eixo, estava em ruínas e ocupada por exércitos estrangeiros, condição que agravou o fosso de desenvolvimento crônico para as economias mais avançadas da Europa. No entanto, a nova lógica geopolítica da Guerra Fria tornou possível que a Itália – um país charneira entre a Europa Ocidental e o Mediterrâneo, e agora uma democracia nova e frágil ameaçada pela proximidade da Cortina de Ferro e a presença de um forte Partido Comunista – fosse considerado pelos ex-inimigos Estados Unidos como um aliado importante para o Mundo Livre, tendo recebido grandes ajudas fornecidas pelo Plano Marshall. Foram 1.204 milhões(1 bilhão e 204 milhões) de dólares entre 1947 e 1951. O fim do Plano, que poderia ter estancado a recuperação, coincidiu com o ponto crucial da Guerra da Coréia (1950-1953), cuja demanda por metais e outros produtos manufaturados foi mais um estímulo para o crescimento de diversos tipos de indústria na Itália. Além disso, a criação, em 1957, do Mercado Comum Europeu, de que a Itália foi membro fundador, aumentou os investimentos e facilitou as exportações.
Os antecedentes históricos altamente favoráveis mencionados acima, combinados com uma grande oferta de força de trabalho barata, lançou as bases de um crescimento económico espectacular. Ess "boom" foi quase ininterrupto até o chamado "Outono quente", período de grandes greves e agitações sociais em 1969-70, agravado com a subsequente crise do petróleo de 1973, arrefeceu gradativamente a economia, que nunca recuperou as altas taxas de crescimento do pós-guerra. A economia italiana experimentou uma taxa média de crescimento do PIB de 5,8% por ano entre 1951 e 1963 e de 5,0% por ano entre 1964-1973. As taxas de crescimento foram as segundas maiores entre os países da OCDE, muito perto das taxas alemãs, na Europa, e apenas o Japão conseguiu taxas de crescimento maiores. Em 1963, o presidente dos Estados Unidos, John F. Kennedy elogiou pessoalmente o extraordinário crescimento econômico da Itália em um jantar oficial com o presidente italiano Antonio Segni, em Roma, afirmando que 
"O crescimento da [...] economia nacional, da indústria e dos padrões de vida nos anos do pós-guerra foi realmente fenomenal. Uma nação, uma vez literalmente em ruínas, confrontada com o desemprego e a inflação pesada, expandiu sua produção e bens, estabilizado seus custos e moeda, criou novos empregos e novas indústrias em uma taxa sem precedentes no mundo ocidental".

## Sociedade e cultura

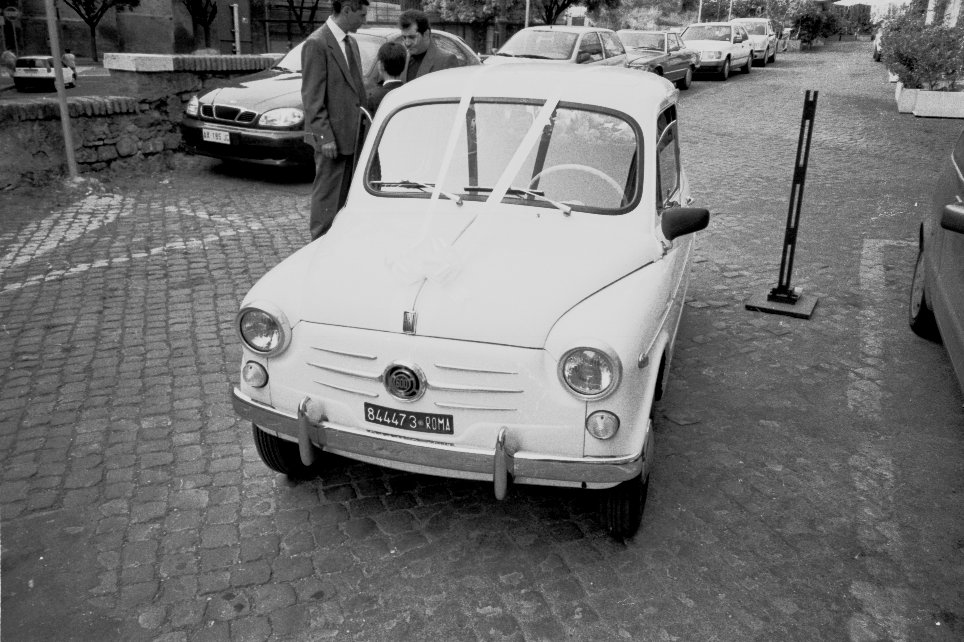
Fiat 600, carro de sonho ícone de classe média e símbolo de status dos anos de 1950-60.

A expansão econômica rápida induziu fluxos maciços de migrantes das áreas rurais do sul da Itália para as cidades industriais do norte. A emigração foi especialmente direcionada para as fábricas do chamado "triângulo industrial", uma região compreendida entre os centros de produção importantes de Milão e Turim e do porto de Gênova. Entre 1955 e 1971, cerca de 9 milhões de pessoas são estimadas ter sido envolvidas em migrações inter-regionais na Itália..
As necessidades de modernização da economia e da sociedade criou enorme demanda por novos meios de transporte  e infra-estruturas energéticas. Milhares de quilômetros de ferrovias e rodovias foram concluídas em tempo recorde para ligar as principais áreas urbanas, enquanto barragens e usinas foram construídas em toda a Itália, muitas vezes sem levar em conta as condições geológicas e ambientais. Um boom concomitante do mercado imobiliário, cada vez mais sob pressão por um forte crescimento demográfico, levou à explosão das periferias urbanas. Imensos blocos habitacionais foram construídos em torno das grandes cidades, levando a problemas graves de degradação, a superlotação. O ambiente natural era constantemente ameaçada pela expansão industrial, causando poluição generalizada ao ar e água e desastres ecológicos, como o colapso Barragem Vajont e acidente químico de Seveso, até que uma consciência verde se desenvolveu a partir da década de 1980.
Ao mesmo tempo, a duplicação do PIB italiano entre 1950 e 1962 teve um enorme impacto na sociedade e cultura. A sociedade italiana, em grande parte rural excluída dos benefícios da economia moderna durante a primeira metade do século, de repente foi inundada com uma enorme variedade de bens de consumo baratos, tais como automóveis, televisores e máquinas de lavar. Em 1954, o nacional público de radiodifusão RAI começou um serviço de televisão regular. A influência difusa da mídia de massa e consumismo na sociedade tem sido ferozmente criticado por intelectuais como Pier Paolo Pasolini e Luciano Bianciardi, que denunciou como uma forma sorrateira de decadência cultural. Filmes populares como a Il sorpasso e Opiáceos 67 por Dino Risi, Il Boom por Vittorio De Sica e C'eravamo tanto amati por Ettore Scola eficazmente estigmatizaram o egoísmo que caracterizaram os anos loucos do milagre.